# Luzilândia
Luzilândia é um município brasileiro do estado do Piauí. Seu nome é homenagem à santa padroeira do município, Santa Luzia, a quem foi erguido um templo em fins do século XIX.

## História
Situada à margem direita do Rio Parnaíba, originou-se de uma fazenda de gado conhecida por Estreito, fundada em 1890, pelo português João Bernardino Souto Vasconcelos.
Em 1890, por influência política do coronel José Francisco de Carvalho e de Augusto Gonçalves do Vale e, dado o progresso que a fazenda apresentava, foi elevada à categoria de Vila e Sede Municipal, com denominação de Porto Alegre.
No local onde hoje se encontra a Igreja Matriz João Francisco Augusto do Vale e outros construíram um pequeno templo sem torre mas com sinete ao lado. Em 1931, a Vila teve o seu nome mudado para Joaquim Távora denominação que permaneceu até 1935, quando voltou a chamar-se Porto Alegre.
Elevou-se à categoria de Cidade, em 1938, instalando-se em 1939. A legislação federal proibia a duplicidade de topônimos, assim, em 1943, o nome do lugar foi mudado para Luzilândia, homenagem à Padroeira Santa Luzia.
Elevado à categoria de município e distrito com a denominação de Porto Alegre, pelo decreto estadual nº 15, de 10-03-1890. Sede na povoação de Estreito. Constituído do distrito sede. Pelo decreto do Governo Geral nº 3012, de 22-10-1880, transfere a antiga província do Ceara para o Piauí.
Em divisão administrativa referente ao ano de 1911, o município é constituído do distrito sede. Pelo decreto estadual nº 1197, de 06-04-1931, o município de Porto Alegre passou a denominar-se Joaquim Távora. Em divisão administrativa referente ao ano de 1933, o município já denominado Joaquim Távora é constituído do distrito sede.
Pelo decreto estadual nº 12, de 17-10-1935, o município de Joaquim Távora voltou a denominar-se Porto Alegre. Em divisões territoriais datadas de 31-XII-1936 e 31-XII-1937, o município denominado novamente Porto Alegre é constituído do distrito sede.
Pelo decreto estadual nº 754, de 30-12-1943, o município Porto Alegre passou a denominar-se Luzilândia. Em divisão territorial datada de 1-VII-1960, o município já denominado Luzilândia é constituído do distrito sede. Assim permanecendo em divisão territorial datada de 2005.
Fonte: IBGE

## Geografia
Localiza-se a uma latitude 03º27'28" sul e a uma longitude 42º22'13" oeste, estando a uma altitude de 30 metros. Sua população estimada em 2010 era de 24.721 habitantes. Anteriormente o município foi denominada Porto Alegre e Joaquim Távora. Com uma área de 735,90 km², o município limita-se ao norte com o Estado do Maranhão e o município de Joca Marques, ao sul, com cidade de Morro do Chapéu e São João do Arraial. Madeiro e Matias Olímpio são cidades limítrofes a Oeste.
A travessia do Rio Parnaíba é feita através de uma ponte feita de concreto e ferragens permitindo à população o fácil acesso ao estado do Maranhão.

### Clima
O clima é quente e úmido, com estação chuvosa no verão. O índice pluviométrico é de aproximadamente 1 400 mm/ano, a maior parte concentrados nos cinco primeiros meses do ano. A umidade relativa média anual está em torno de 74% e a temperatura média compensada é de 28 °C. O tempo de insolação chega a 2 750 horas anuais.
Segundo dados da estação meteorológica convencional do Instituto Nacional de Meteorologia (INMET) no município, situada no Perímetro Irrigado Lagoas do Piauí, referentes ao período entre janeiro de 1979 e abril de 2017, a menor temperatura registrada em Luzilândia foi de 16 °C nos dias 3 de fevereiro de 1998 e 7 de maio de 1999, e a maior atingiu 41,6 °C em 18 de novembro de 2005. O maior acumulado de precipitação em 24 horas atingiu 126,8 milímetros (mm) em 28 de março de 1996. Outros grandes acumulados foram 124,8 mm em 20 de março de 2003, 119,5 mm em 14 de abril de 2000, 116,8 mm em 28 de abril de 2009, 114 mm em 21 de dezembro de 2008, 111 mm em 18 de janeiro de 2008 e 100,1 mm em 25 de abril de 1997. Março de 2003, com 451,4 mm, foi o mês de maior precipitação.
| Dados climatológicos para Luzilândia (Perímetro Irrigado Lagoas do Piauí)                                                               | Dados climatológicos para Luzilândia (Perímetro Irrigado Lagoas do Piauí) | Dados climatológicos para Luzilândia (Perímetro Irrigado Lagoas do Piauí) | Dados climatológicos para Luzilândia (Perímetro Irrigado Lagoas do Piauí) | Dados climatológicos para Luzilândia (Perímetro Irrigado Lagoas do Piauí) | Dados climatológicos para Luzilândia (Perímetro Irrigado Lagoas do Piauí) | Dados climatológicos para Luzilândia (Perímetro Irrigado Lagoas do Piauí) | Dados climatológicos para Luzilândia (Perímetro Irrigado Lagoas do Piauí) | Dados climatológicos para Luzilândia (Perímetro Irrigado Lagoas do Piauí) | Dados climatológicos para Luzilândia (Perímetro Irrigado Lagoas do Piauí) | Dados climatológicos para Luzilândia (Perímetro Irrigado Lagoas do Piauí) | Dados climatológicos para Luzilândia (Perímetro Irrigado Lagoas do Piauí) | Dados climatológicos para Luzilândia (Perímetro Irrigado Lagoas do Piauí) | Dados climatológicos para Luzilândia (Perímetro Irrigado Lagoas do Piauí) |
| Mês | Jan                                                                       | Fev                                                                       | Mar                                                                       | Abr                                                                       | Mai                                                                       | Jun                                                                       | Jul                                                                       | Ago                                                                       | Set                                                                       | Out                                                                       | Nov                                                                       | Dez                                                                       | Ano                                                                       |
| --- | ------------------------------------------------------------------------- | ------------------------------------------------------------------------- | ------------------------------------------------------------------------- | ------------------------------------------------------------------------- | ------------------------------------------------------------------------- | ------------------------------------------------------------------------- | ------------------------------------------------------------------------- | ------------------------------------------------------------------------- | ------------------------------------------------------------------------- | ------------------------------------------------------------------------- | ------------------------------------------------------------------------- | ------------------------------------------------------------------------- | ------------------------------------------------------------------------- |
| Temperatura máxima recorde (°C) | 40,5                                                                      | 39,5                                                                      | 39,3                                                                      | 35,4                                                                      | 35,8                                                                      | 36                                                                        | 37,5                                                                      | 40,2                                                                      | 40,3                                                                      | 41,4                                                                      | 41,6                                                                      | 40,6                                                                      | 41,6                                                                      |
| Temperatura máxima média (°C) | 32,9                                                                      | 31,9                                                                      | 31,2                                                                      | 31,4                                                                      | 32                                                                        | 32,2                                                                      | 33,4                                                                      | 35,5                                                                      | 36,5                                                                      | 37,3                                                                      | 36,5                                                                      | 35,6                                                                      | 33,9                                                                      |
| Temperatura média compensada (°C) | 27,5                                                                      | 26,9                                                                      | 26,6                                                                      | 26,7                                                                      | 27,2                                                                      | 27,2                                                                      | 27,6                                                                      | 28,5                                                                      | 29,3                                                                      | 29,8                                                                      | 29,7                                                                      | 29,2                                                                      | 28                                                                        |
| Temperatura mínima média (°C) | 22,7                                                                      | 22,4                                                                      | 22,3                                                                      | 22,5                                                                      | 22,6                                                                      | 22,1                                                                      | 21,8                                                                      | 21,9                                                                      | 22,3                                                                      | 22,8                                                                      | 23,2                                                                      | 23,2                                                                      | 22,5                                                                      |
| Temperatura mínima recorde (°C) | 17                                                                        | 16                                                                        | 16,4                                                                      | 16,2                                                                      | 16                                                                        | 17,7                                                                      | 17,9                                                                      | 17                                                                        | 18,3                                                                      | 17,9                                                                      | 19,5                                                                      | 17                                                                        | 16                                                                        |
| Precipitação (mm) | 186,6                                                                     | 200,9                                                                     | 289,3                                                                     | 297,4                                                                     | 172,9                                                                     | 86,8                                                                      | 39,3                                                                      | 11,5                                                                      | 8,4                                                                       | 12,8                                                                      | 14,7                                                                      | 66,4                                                                      | 1 387                                                                     |
| Dias com precipitação (≥ 1 mm) | 12                                                                        | 14                                                                        | 20                                                                        | 20                                                                        | 14                                                                        | 9                                                                         | 4                                                                         | 2                                                                         | 2                                                                         | 1                                                                         | 1                                                                         | 5                                                                         | 104                                                                       |
| Umidade relativa compensada (%) | 76,5                                                                      | 82,5                                                                      | 84,5                                                                      | 85,5                                                                      | 83,1                                                                      | 80                                                                        | 76,6                                                                      | 67,5                                                                      | 62,3                                                                      | 60,8                                                                      | 62,7                                                                      | 67,8                                                                      | 74,2                                                                      |
| Insolação (h) | 183,5                                                                     | 163                                                                       | 171,1                                                                     | 162,6                                                                     | 212,9                                                                     | 231,1                                                                     | 270,3                                                                     | 294,1                                                                     | 258,4                                                                     | 289,7                                                                     | 264,5                                                                     | 227,6                                                                     | 2 755,8                                                                   |
| Fonte: Instituto Nacional de Meteorologia (INMET) (normal climatológica de 1981-2010; recordes de temperatura: 01/01/1979 a 30/04/2017) |                                                                           |                                                                           |                                                                           |                                                                           |                                                                           |                                                                           |                                                                           |                                                                           |                                                                           |                                                                           |                                                                           |                                                                           |                                                                           |

### Hidrografia
A hidrografia desta área é fundamentalmente formada pelo trecho mais baixo do rio Parnaíba e pelos afluentes da margem direita, alguns dos quais formadores de lagoas, como o riacho Morro do Chapéu, que alimenta a lagoa do Cajueiro, Luzilândia/Joaquim Pires; e o riacho Grande, que alimenta a lagoa da Estiva, no município de Porto.

### Vegetação
Bioma Cerrado, Vegetação predominante de palmeiras.
Luzilândia tem uma vegetação mista, semi-decidual, com predominância do babaçu e outros vegetais dicotiledôneos; Carnaubais, predominando as Copernicia prumiferas distribuídas em campinas.

## Infraestrutura

### Transporte rodoviário
O acesso ao município se dá por via terrestre a partir de Teresina, capital do Estado, pela PI-113, passando por José de Freitas até o município de Cabeceiras do Piauí, onde segue-se pela PI-119 até Barras, onde o acesso é pela rodovia PI-110 até o município de Batalha.
PI-112/214, acesso à capital do Estado e outras cidades.
De Batalha para Luzilândia são 83 km, sendo 55 km percorridos na PI-214 e o restante pela PI-112 até a avenida de entrada à cidade. O tempo estimado de viagem terrestre é de 3 horas em condições normais da estrada.
Sendo que agora conta a Terminal Rodoviário Irmãos Rêgo, para um melhor Transporte Rodoviário.

### Transporte aéreo
Já o acesso aéreo é estimado em tempo de voo, partindo de Teresina, em 27min, em aeronave E-121 XINGU, com velocidade de 400.00 km/h ou 215.98 Kt. A distância é de 114,45 milhas náuticas ou 184.20 quilômetros, até ao pequeno campo de pouso (aeroporto), com pista aproximadamente de 1.300mts. A viagem tem que ser diurna por falta de iluminação na pista.

## Economia
A principal fonte de receita do município vem dos comércios locais.

## Administração
A atual prefeita de Luzilândia é Fernanda Pinto Marques.